# Trombocitemia essenziale
Con la locuzione trombocitemia essenziale (conosciuta anche come trombocitosi primitiva, trombocitosi idiopatica, trombocitosi essenziale o trombocitosi emorragica) si fa riferimento ad un'entità clinico-patologica caratterizzata da una esuberante produzione di piastrine da parte del midollo osseo in assenza di una causa definibile.

## Definizione e classificazione
La trombocitemia essenziale è una malattia mieloproliferativa e deve essere distinta dalla trombocitosi secondaria ad alcune condizioni patologiche come:
- Neoplasie maligne (sindromi paraneoplastiche)
- Anemia sideropenica
- Splenectomia
- Iposplenismo
- Emolisi
- Emorragia
- Infezioni
- Connettiviti
- Malattie infiammatorie croniche intestinali

In questi casi, la trombocitosi è un epifenomeno nella sfera della manifestazioni cliniche che fanno seguito a entità patologiche ben definite e diagnosticabili. Nel caso di trombocitemia essenziale, l'alterazione patogenetica deve essere invece ricercata in un'aberrazione del terreno genetico in cui si muove e si sviluppa l'emopoiesi. Tale aberrazione genetica si estrinseca in un'espansione clonale della cellula progenitrice emopoietica pluripotente che esita verso la sovrapproduzione di uno o più elementi figurati del sangue. Nel caso della trombocitemia essenziale si ha un'aumentata produzione di piastrine per espansione clonale della linea dei megacariocita.

## Epidemiologia
La trombocitemia essenziale ha un'incidenza di circa 2-3 nuovi casi annui per ogni 100 000 individui. Tale patologia è tipica del soggetto adulto, con un'età media alla diagnosi di circa 50-60 anni (benché vi siano comunque casi in bambini e giovani adulti).

## Patogenesi
Le caratteristiche fenotipiche condivise dalla policitemia vera, dalla mielofibrosi idiopatica e dalla trombocitemia essenziale sono da imputare ad un comune evento patogenico. In questo senso è stato inoltre possibile constatare come in presenza di policitemia vera, i megacariociti sono maggiormente responsivi a stimoli che ne provochino la duplicazione endomitotica e lo sviluppo citoplasmatico (condizione necessaria alla trombocitopoiesi). Alla luce di queste evidenze, molti gruppi di ricerca hanno posto l'attenzione su una mutazione comune tra queste malattie, pubblicando nella primavera del 2005 una serie di studi dove veniva posta attenzione sul gene JAK2 codificante per una protein-kinasi espressa nelle cellule della linea eritroide. Queste ricerche hanno dimostrato come la sostituzione della valina in posizione 617 con la fenilalanina nella proteina codificata da JAK2 porti ad una sua attivazione costitutiva e conseguente eccessiva trasduzione del segnale mitogeno.
La mutazione V617F di JAK2 è presente in circa il 50% dei casi di trombocitemia essenziale.

## Profilo clinico
La trombocitemia essenziale è spesso asintomatica e riscontrata nelle analisi emocromocitometriche di routine. Talora è possibile rilevare tendenze trombotiche (eritromelalgia, emicrania,vertigini, attacchi ischemici transitori) o, viceversa, emorragiche (lesioni ecchimotiche, epistassi, sanguinamenti del tratto gastro-intestinale). Gli esami emocromocitometrici ed ematochimici, oltre a rilevare l'enorme concentrazione piastrinica, possono evidenziare anemia, lieve leucocitosi neutrofila e lieve aumento della fosfatasi alcalina leucocitaria. Normali sono invece il tempo di protrombina e il tempo parziale di tromboplastina. Nei casi di trombocitemia essenziale, a causa della liberazione di potassio da parte delle piastrine nel sangue coagulato, è possibile rilevare iperkaliemia. Questo reperto deve essere considerato un artefatto di laboratorio e non si associa ad anomalie elettrocardiografiche. Può inoltre essere presente una lieve splenomegalia.

## Profilo diagnostico
Una conta piastrinica superiore a 600 x109/L, in assenza di cause scatenanti la trombocitosi, è suggestiva di trobocitemia essenziale. Nel 2005 sono stati proposti i seguenti criteri diagnostici: la diagnosi richiede la presenza di entrambi i criteri A insieme a quelli da B3 a B6 oppure del solo criterio A1 insieme a quelli da B1 a B6.
- A1. Conta piastrinica > 600 x 109/L per almeno 2 mesi
- A2. Mutazione acquisita V617F JAK2
- B1. Assenza accertata di altre cause di trombocitosi
  - indici di infiammazione normali
- B2. Nessuna evidenza di deficit marziale
  - normali depositi di ferro nel midollo osseo e MCV normale
- B3. Nessuna evidenza di policitemia vera
  - ematocrito normale e massa eritrocitaria normale
- B4. Nessuna evidenza di leucemia mieloide cronica
  - Benché in un 10% dei casi sia possibile riscontrare il cromosoma Philadelphia. Questi soggetti sono a rischio di sviluppare leucemia mieloide cronica.
- B5. Nessuna evidenza di mielofibrosi
  - grado di fibrosi reticolare midollare inferiore a 2 in una scala da 0 a 4
- B6. Assenza di mielodisplasia
  - displasia non significativa
  - assenza di anormalità citologiche suggestive di mielodisplasia

## Terapia
Nei pazienti asintomatici il trattamento non è necessario. L'utilizzo di acido acetilsalicilico e ticlopidina può essere utile nel controllare i fenomeni trombotici benché possa aumentare il rischio degli episodi emorragici. Nei soggetti sintomatici si può ricorrere alla terapia con l'agente alchilante pipobromano, l'idrossiurea, l'anagrelide e l'interferon-α.
È stato infatti dimostrato come la terapia con idrossiurea sia connessa con eccellenti risultati terapeutici in assenza degli effetti collaterali che gravano sull'anagrelide.
La letteratura pubblicata da studi francesi e britannici è favorevole, comunque, all'utilizzo combinato di pipobromano ed idrossiurea come terapia standard dei casi sintomatici.

## Prognosi
La trombocitosi essenziale è ora considerata una patologia molto più benigna di quanto si ritenesse in passato. Si ritiene infatti che l'evoluzione verso la leucemia acuta, piuttosto che alla storia naturale, sia più probabilmente dovuta alla chemioterapia che in passato veniva sostenuta.